# 멕시코시티 지하철 고가교 붕괴 사고

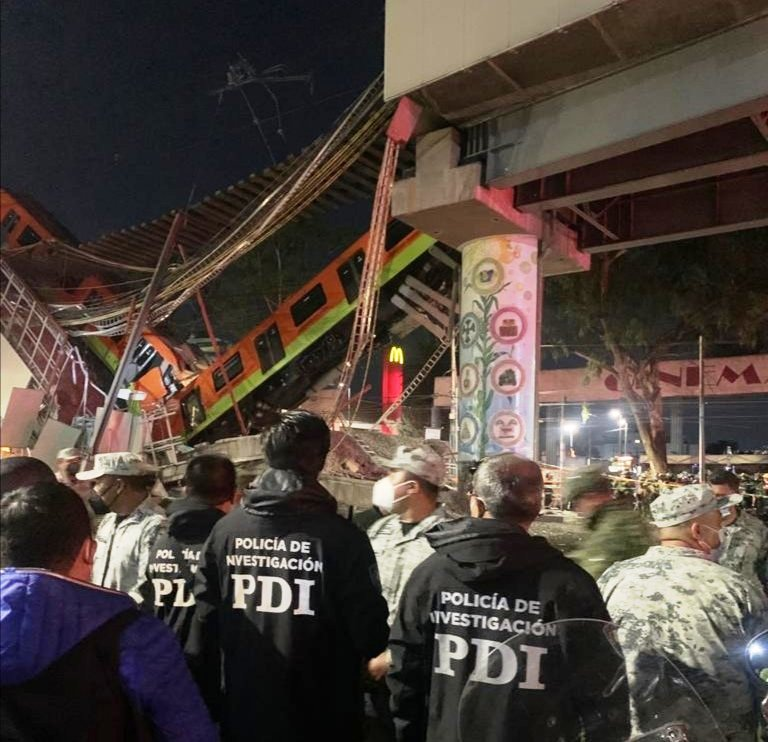
Mexico City Metro overpass collapse

멕시코시티 지하철 고가교 붕괴 사고(스페인어: Accidente del Metro de la Ciudad de México de 2021)은 2021년 5월 3일에 멕시코시티 지하철의 고가철로가 붕괴한 철도 사고를 말한다.

## 개요
2021년 5월 3일, 멕시코에서 멕시코시티 지하철의 고가철로가 붕괴되는 사고가 발생하였다. 이 사고로 최소 25명이 숨지고 70명 이상이 부상을 입었다.